# Almendra (альбом)
Almendra (читається як Альме́ндра) — перший студійний альбом однойменного аргентинського рок-гурту, випущений у листопаді 1969 року.
Запис музичного матеріалу для альбому проводився з квітня по вересень 1969 року у студії «T.N.T.» у Буенос-Айресі.
2007 року журнал Rolling Stone назвав цей альбом шостим у списку найкращих в історії аргентинського року.
Пісня «Muchacha (Ojos de papel)» з цього альбому зайняла другу позицію у списку найкращих пісень аргентинського року за версією сайту rock.com.ar та аналогічному списку MTV та журналу Rolling Stone.
Альбом двічі перевидавався:
- 2003 на CD лейблом BMG
- 2005 на CD лейблом Sony BMG

## Список пісень
| #  | Назва                           | Тривалість |
| -- | ------------------------------- | ---------- |
| 1. | «Muchacha (Ojos de papel)»      | 3:08       |
| 2. | «Color humano»                  | 9:12       |
| 3. | «Figuración»                    | 3:33       |
| 4. | «Ana no duerme»                 | 2:47       |
| 5. | «Fermín»                        | 3:20       |
| 6. | «Plegaria para un niño dormido» | 4:03       |
| 7. | «A estos hombres tristes»       | 6:01       |
| 8. | «Que el viento borró tus manos» | 2:38       |
| 9. | «Laura va»                      | 2:53       |

## Музиканти, що брали учать у записі альбому
- Еміліо дель Герсіо — бас-гітара, блокфлейта, вокал, текст пісень «Fermín» і «Que el viento borró tus manos»
- Родольфо Гарсія — ударні, перкусія, піаніно, вокал
- Едельміро Молінарі — гітара, клавішні, вокал, текст пісні «Color humano»
- Луїс Альберто Спінетта — гітара, клавішні, вокал, тексти пісень «Muchacha (Ojos de papel)», «Figuración», «Ana no duerme», «Plegaria para un niño dormido», «A estos hombres tristes», «Laura va»
- Родольфо Медерос — бандонеон
- Родольфо Альчуррон — аранжування